# Agrotis albidior
Agrotis albidior là một loài bướm đêm trong họ Noctuidae.